# Naso tuberosus

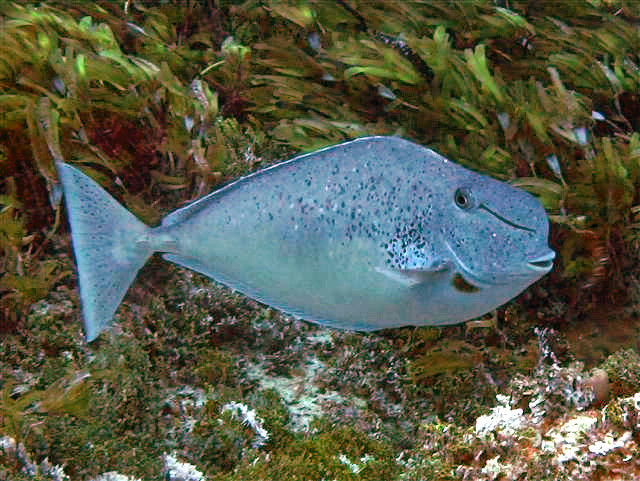
Naso tuberosus en Aldabra

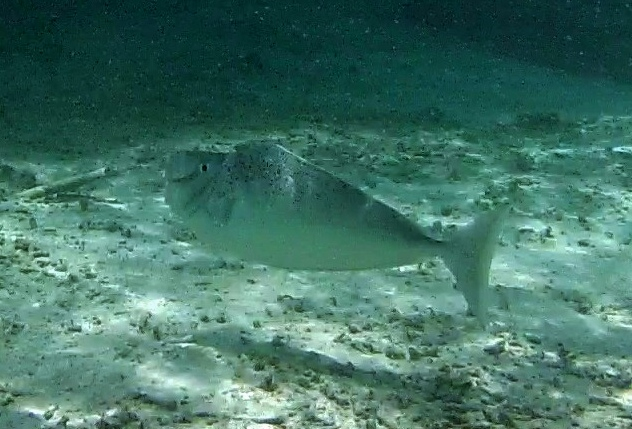
N. tuberosus en el atolón Baa, Maldivas

El Naso tuberosus es una especie de pez unicornio del género Naso, encuadrado en la familia Acanthuridae. Es un pez marino del orden Perciformes, distribuido solamente por aguas tropicales y subtropicales del océano Índico oeste. Es la especie conocida menos común que habita sólo al oeste del Índico. Hasta el momento, tan sólo se han conocido unos pocos especímenes.
Durante largo tiempo se ha confundido con la especie emparentada Naso tonganus, de la que, a simple vista, sólo le diferencia la mayor extensión del moteado en el cuerpo, que en N. tuberosus se extiende a parte de la cabeza y gran parte del cuerpo. Mientras que en N. tonganus, el moteado se restringe a la base de la joroba dorsal.

## Morfología
Se identifica por una gran protuberancia bulbosa en el hocico y por su joroba en la espalda. Tiene el cuerpo alargado en forma oval, comprimido lateralmente. Presenta 2 pares de quillas cortantes sobre placas, situadas a cada lado del pedúnculo caudal, que es estrecho.
De color gris azul. El cuerpo, al menos en la parte dorsal anterior , está moteado con pequeños puntos negros.
Tiene 5 espinas dorsales, de 26 a 29 radios blandos dorsales, 2 espinas anales y de 26 a 28 radios blandos anales.
Puede alcanzar una talla máxima de 60 cm.

## Hábitat y modo de vida
Habita aguas de estuarios soleados y laderas de arrecifes situados hacia mar abierto. Usualmente ocurren en pequeños grupos.
Su rango de profundidad oscila entre 1 y 52 m, y entre los 24.84 y 28.52 °C de temperatura.

## Distribución
Se distribuye en el océano Índico oeste, en la costa este africana, Madagascar y Seychelles; y en el Pacífico, en Guam y Australia.
Es especie nativa de Australia, Cocos, Comoros, Guam, Kenia, Madagascar, Mauritius, Mayotte, Mozambique, Reunión, Seychelles, Somalia, Tanzania y Yemen.

## Alimentación
Son herbívoros, y la dieta consiste, en una alta proporción, en algas del género Caulerpa. También se alimenta de otros géneros de algas como Cladophora, Laurencia, Jania, Codium, Dictyota, Padina, Turbinaria o Polysiphonia.

## Reproducción
Son dioicos, de fertilización externa y desovadores pelágicos. La edad máxima reportada es de 25 años. Alcanzan la madurez sexual con 35 cm de talla.